# كولوين رووي
كولوين رووي (بالإنجليزية: Colwyn Rowe)‏ هو مدرب كرة قدم ولاعب كرة قدم بريطاني في مركز نصف الجناح، ولد في 22 مارس 1956 في إبسوتش في المملكة المتحدة. لعب مع كولتشستر يونايتد ونادي تشيلمسفورد.

## وصلات خارجية
- كولوين رووي على موقع قاعدة بيانات كرة القدم.إي يو (الإنجليزية)
- كولوين رووي على موقع Soccerway.com (الإنجليزية)